# Cederborgska villan

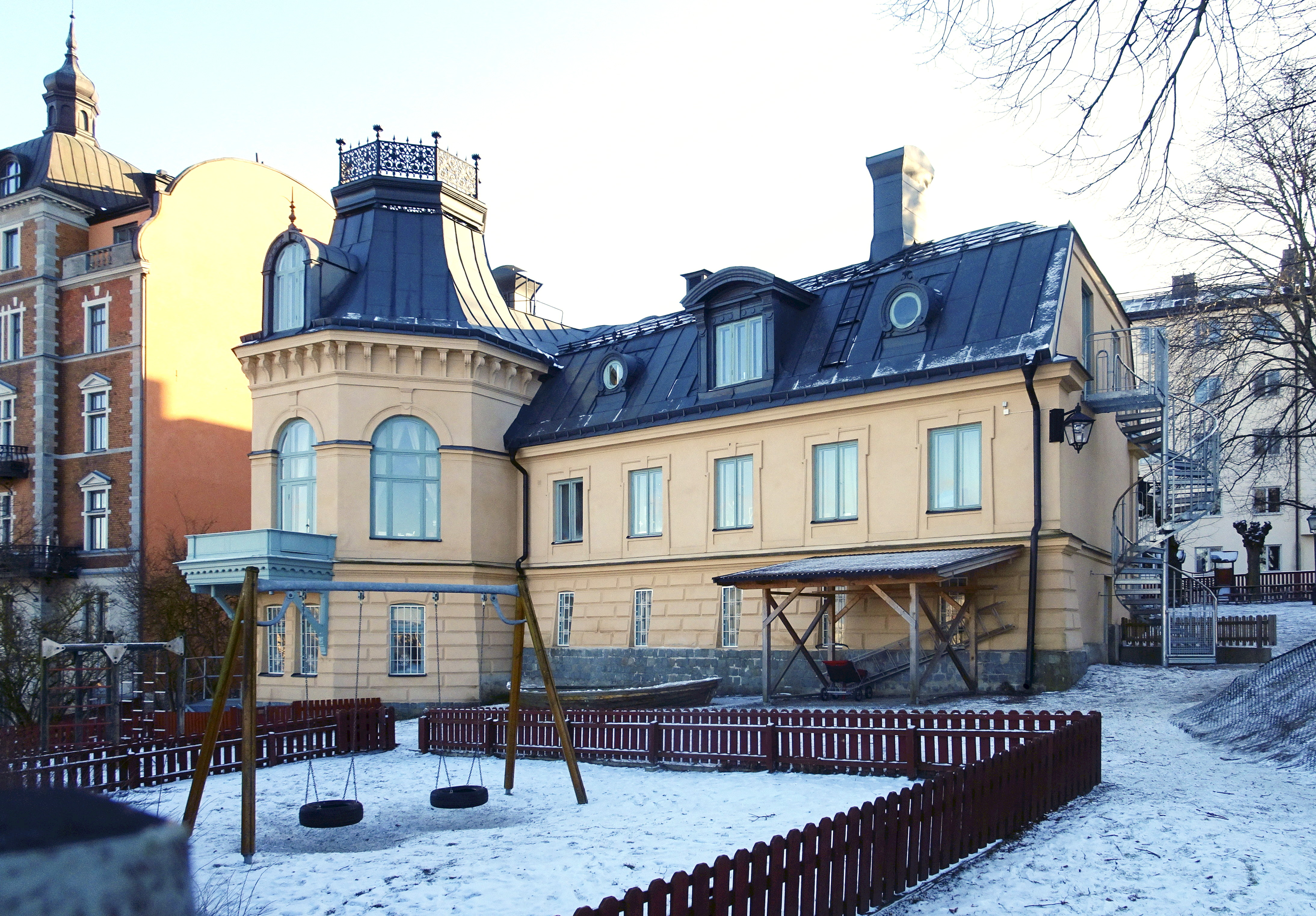
Cederborgska villan i februari 2018.

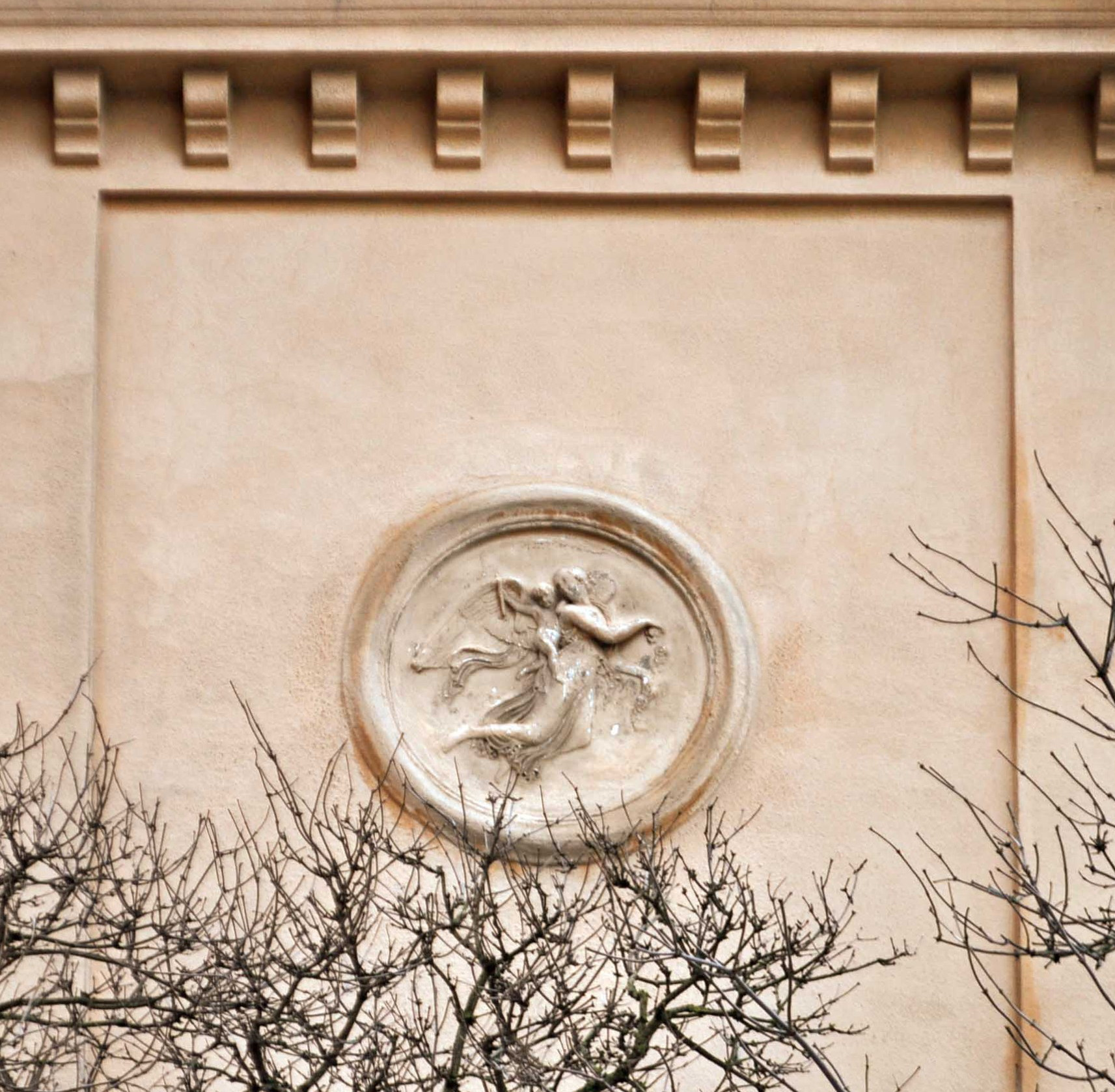
Detalj av sidofasaden med en gipsavgjutning av Bertel Thorvaldsens medaljong föreställande Aurora.

Cederborgska villan är en byggnad med adress Bastugatan 20 / Blecktornsgränd 3 på Södermalm i Stockholm. Villan med sitt karaktäristiska torn ligger högst upp på Mariaberget med utsikt över Riddarfjärden och är granne med Laurinska huset. Nedanför huset löper Monteliusvägen. Byggnaden är blåklassad av Stadsmuseet i Stockholm, vilket innebär att bebyggelsen har "synnerligen höga kulturhistoriska värden" motsvarande fordringarna för byggnadsminnen.

## Historik
Huset uppfördes under 1700-talets senare hälft på platsen för väderkvarnen Stora Pryssan (finns redovisad på Petrus Tillaeus karta från 1733). Delar av husets grund och källare är rester efter kvarnen. Stora Pryssan är även kvartersnamnet där villan står.
Sin nuvarande utformning fick huset vid en ombyggnad år 1879 av dåvarande ägaren, politikern och tidningsmannen Richard Gustafsson (1840-1918). Vid ombyggnaden tillkom tornet samtidigt som fasaden fick en putsdekor i nyrenässans. En tid huserade även redaktionen för Gustafssons skämttidning Kasper i huset. Efter Gustafsson hyrdes huset av politikern Allan Cederborg (1868-1931) som givit byggnaden dess namn. 
Fastigheten ägs idag av Stockholms stad och rymmer sedan 1939 Maria Magdalena förskola, som även använder villans park som skolgård.